# Pod Zápovědským kopcem
Pod Zápovědským kopcem je přírodní památka poblíž obce Kostelec na Hané v okrese Prostějov. Chráněné území spravuje Krajský úřad Olomouckého kraje. Území zahrnuje dvě přehradní nádrže, do spodní z nich zprava ústí Lešanský potok. Nově byla tato přírodní památka vyhlášena o větší celkové výměře nařízením Olomouckého kraje ze dne 14. srpna 2017. Památkou prochází zelená turistická značka vedoucí od Prostějova do Stínavy.

## Předmět ochrany
Předmětem ochrany je úsek meandrujícího toku Romže se zachovalými břehovými porosty.

## Fotogalerie

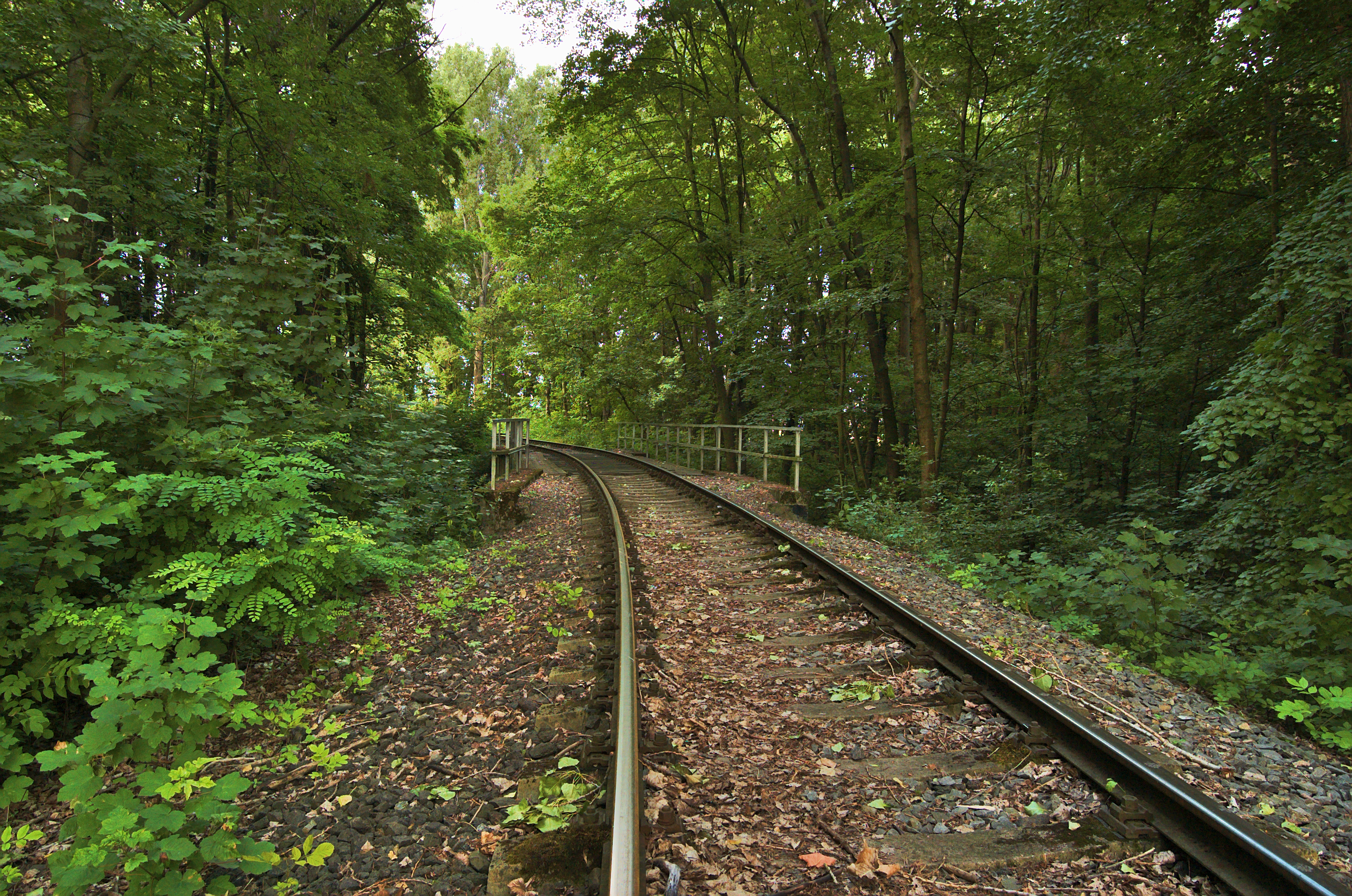
Železniční most přes Romži – vlečka na letiště Stichovice
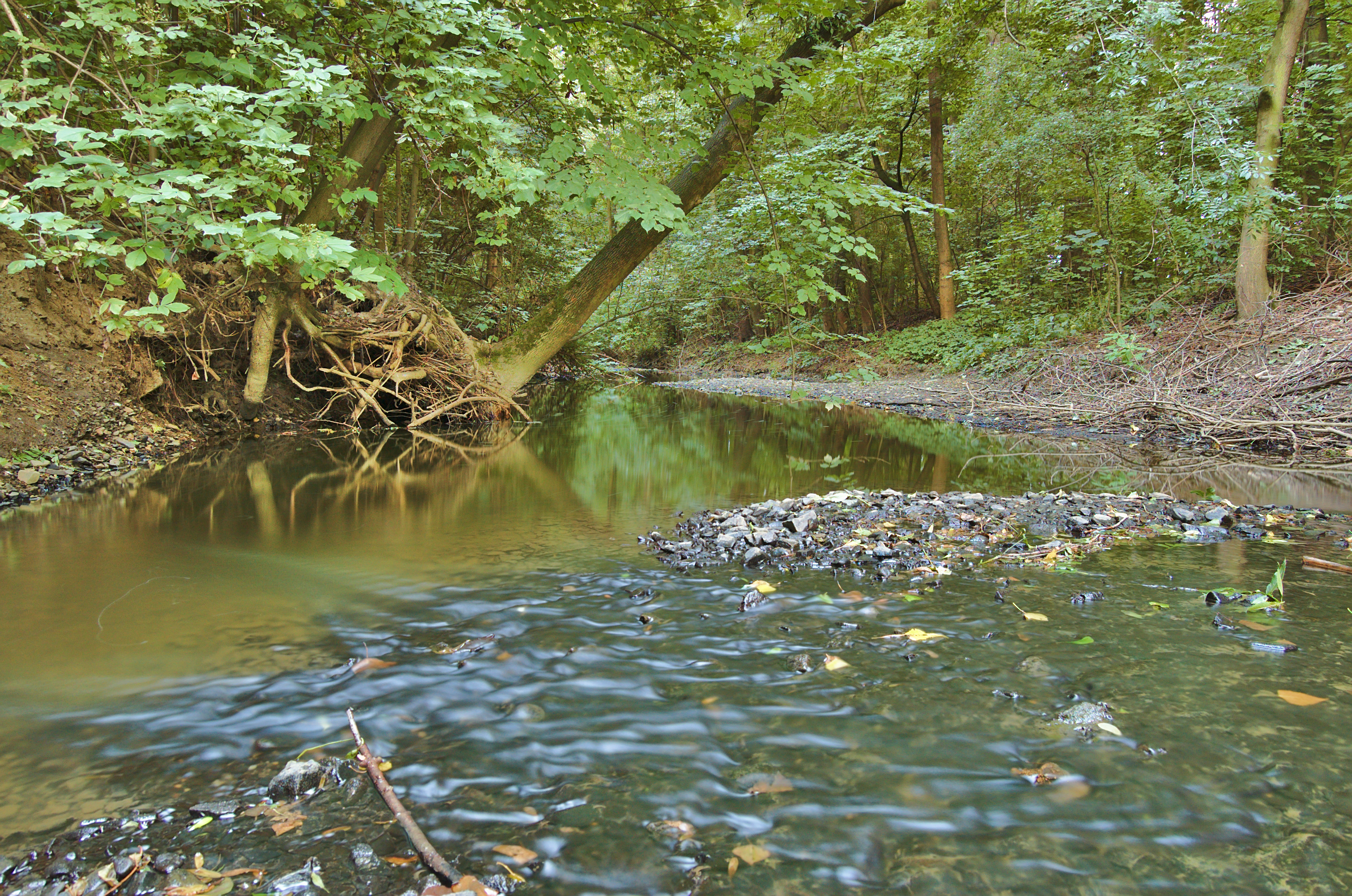
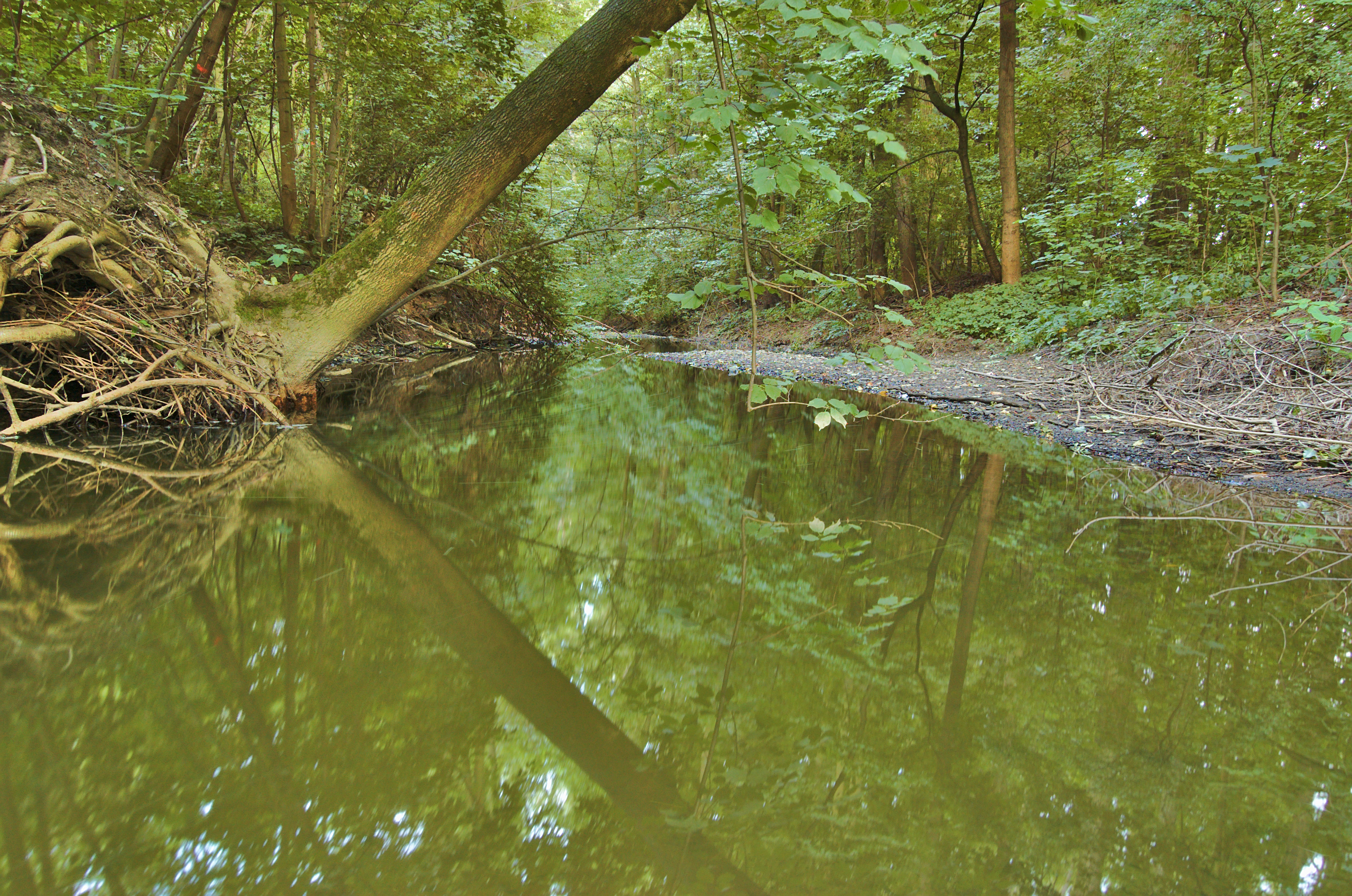
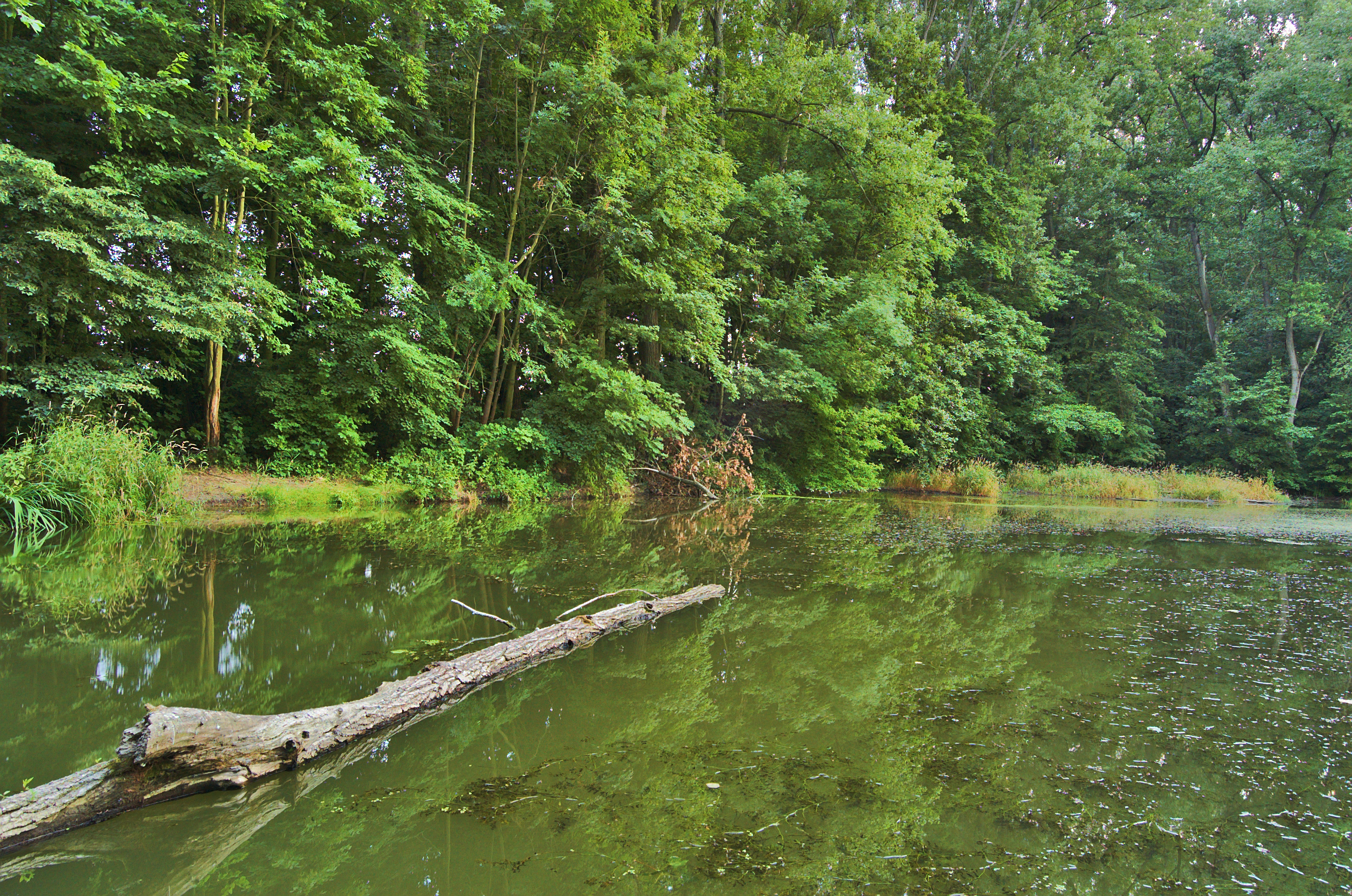
Nádrž
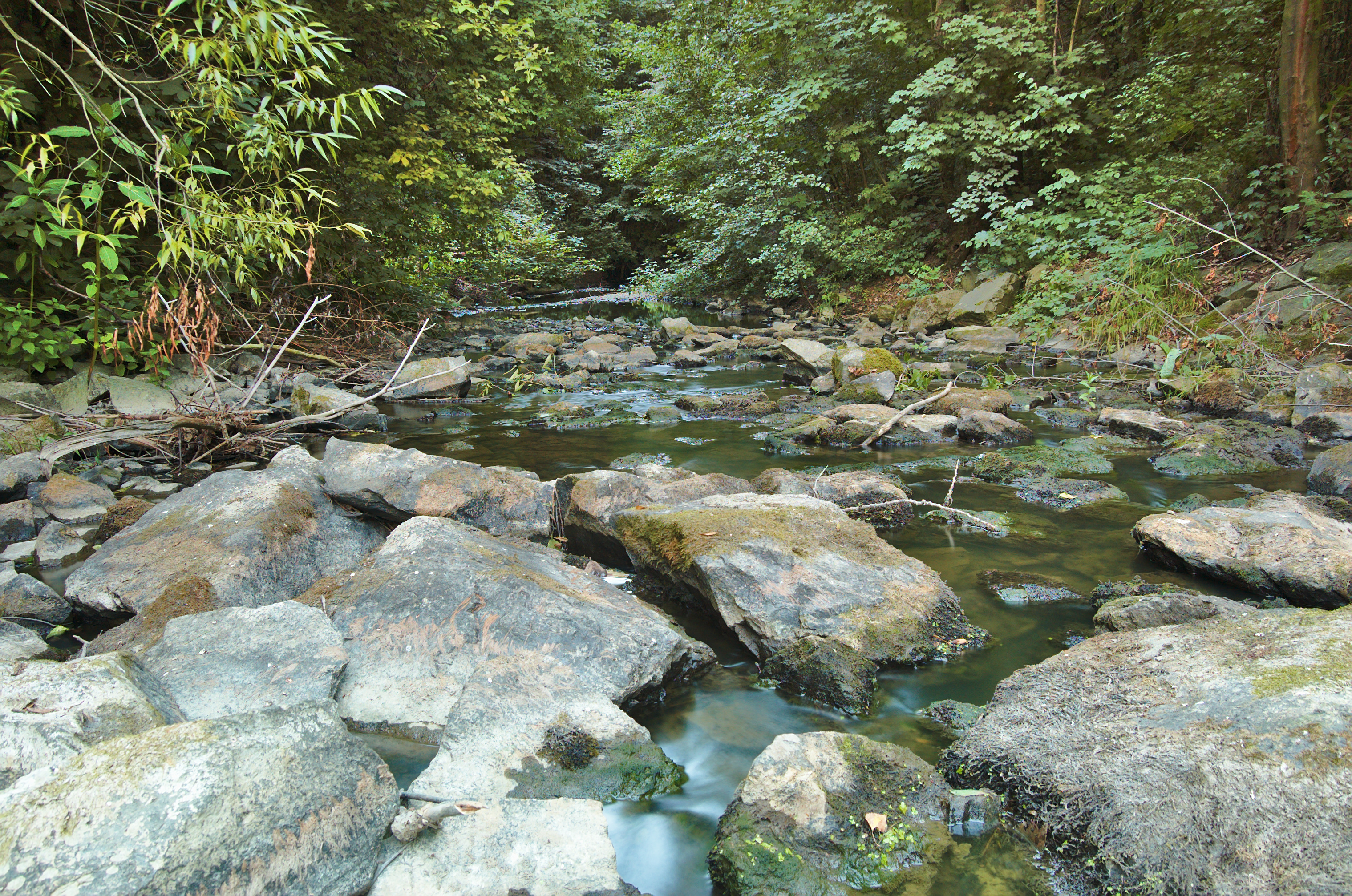
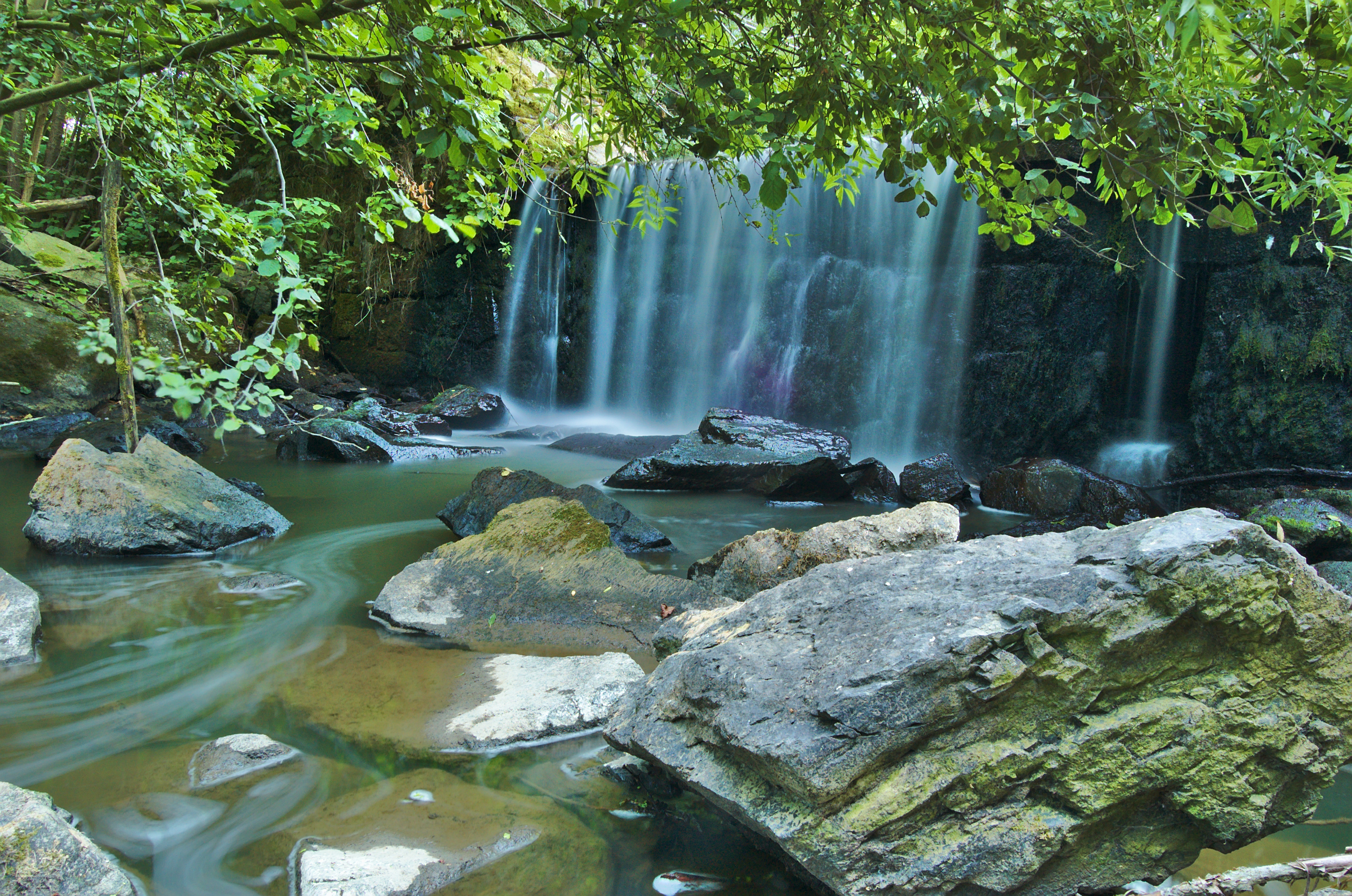
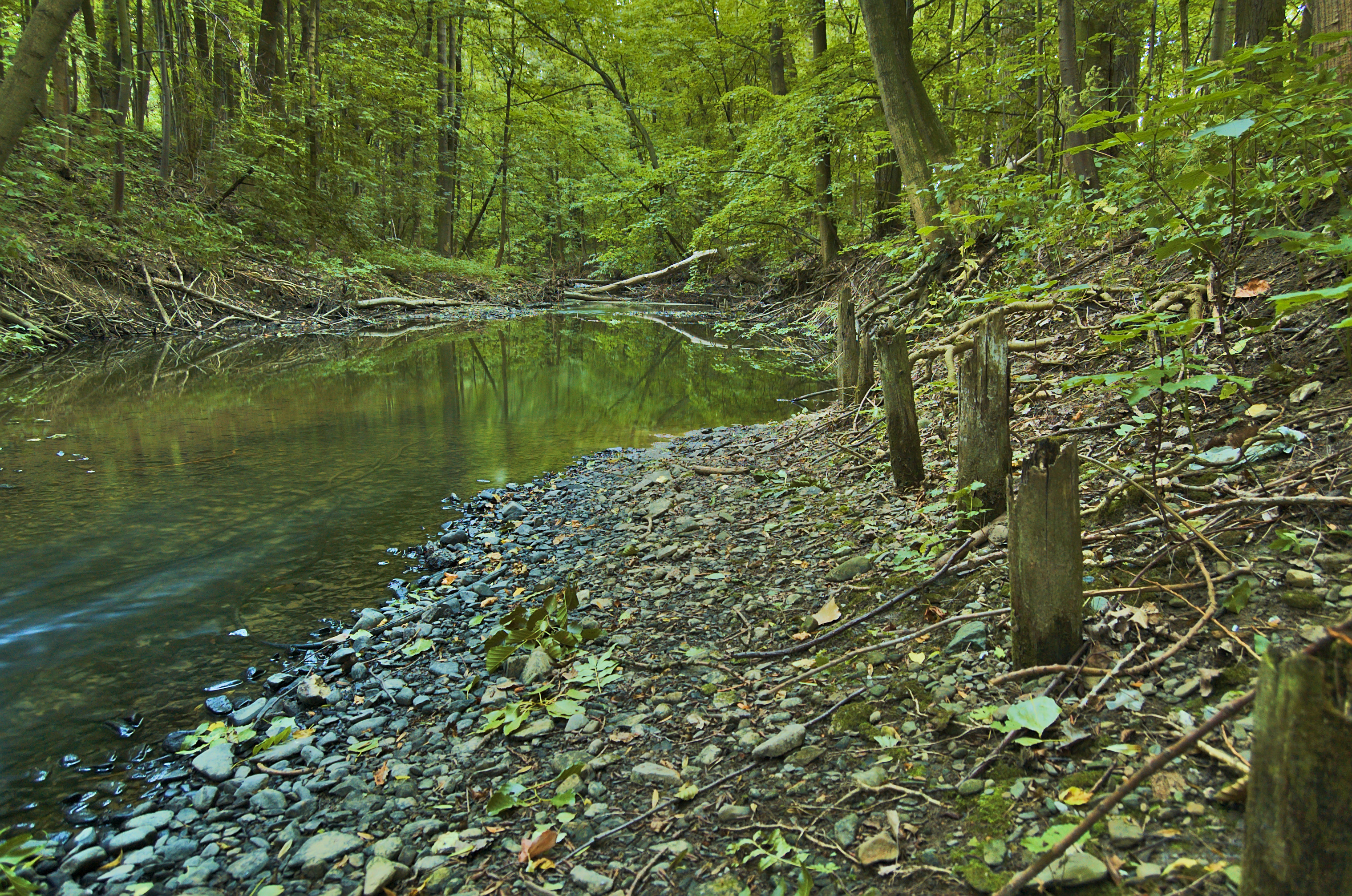